# Кронштадтское восстание (1906)
Кроншта́дтское восста́ние — вооружённое выступление матросов Балтийского флота и части гарнизона Кронштадтской крепости, происшедшее 1 августа (19 июля) — 2 августа (20 июля). Составная часть Первой русской революции.

## Подготовка восстания
Восстание 1906 года, в отличие от Кронштадтского восстания 1905 года, носило не стихийный характер, а было заранее подготовлено организациями большевиков и эсерами. Поражение Декабрьского вооружённого восстания и начавшееся ослабление революционного движения, с одной стороны, и первые вооружённые выступления и брожения в армии и на флоте (Восстание на броненосце «Потёмкин», Севастопольское восстание, Кронштадтское восстание 1905 года, первое Владивостокское восстание, восстания и вооружённые выступления солдат 1905 года в Баку, Киеве, Курске, Самарканде, Ташкенте), с другой стороны, обратили внимание революционных партий на усиление революционной работы среди солдат и матросов. В. И. Ленин требовал от руководства большевиков: «В момент восстания нужна также и физическая борьба за войско. … все партийные работники в ходе революции и борьбы за армию должны руководствоваться мыслью о необходимости смелого наступления и нападения с оружием в руках, о необходимости истребления при этом начальствующих лиц и самой энергичной борьбы за колеблющееся войско» Особенно активно и успешно в этом направлении работал Петербургский комитет РСДРП, который через своих членов и агитаторов вёл активную пропаганду в десятках воинских частей, а к лету 1906 года в 27 воинских и флотских частях создавший свои постоянные военные комитеты.
Кронштадтское восстание 1906 года неразрывно связано со Свеаборгским восстанием, одновременно с которым оно готовилось в рамках единого мощного восстания на Балтийском флоте. Непосредственную подготовку совместного вооруженного восстания матросов, солдат и рабочих провели Кронштадтская военная организация большевиков и Кронштадтский военный комитет партии социалистов-революционеров. Для помощи в руководстве восстанием в Кронштадт прибыли 2 члена Санкт-Петербургской военной организации и представитель ЦК РСДРП Д. 3. Мануильский. Руководство группами эсеров принял также специально направленный ЦК партии СР депутат Государственной Думы Ф. М. Онипко. Большевистские и эсеровские кружки и ячейки в первой половине 1906 года были созданы и действовали почти во всех воинских и флотских частях в Кронштадте. Особенно мощными они были в 1-й крепостной минной роте и сапёрной ротах крепости, в флотских экипажах, на ряде военных кораблей.
Правительство также имело сведения о революционной агитации и о подготовке восстания. Ещё после подавления восстания 1905 года в Кронштадте был оставлен Енисейский 94-й пехотный полк, личный состав которого держали в строгой изоляции от матросов и от рабочих городских заводов. Весной 1906 года он был усилен двумя батальонами и артиллерийской батареей Финляндского лейб-гвардии полка. Военное командование (комендантом крепости был генерал-лейтенант Т. М. Беляев) тайно вывезло запасы оружия из Кронштадтского арсенала, а после получения информации о начале Свеаборгского восстания усилило охрану важнейших объектов в городе и в крепости.

## Ход восстания

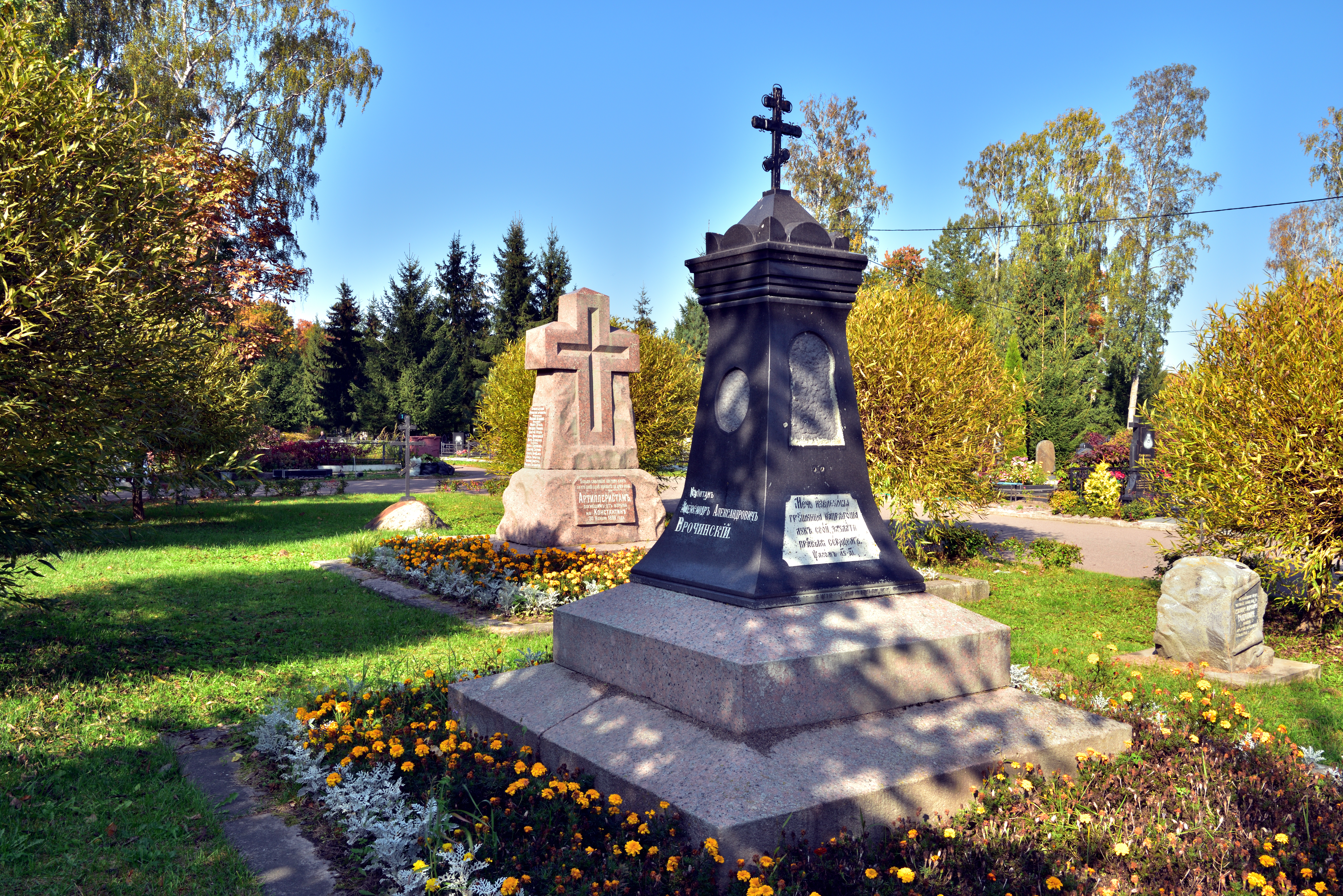
Могилы полковника Н. А. Александрова и капитана А. А. Врочинского на кронштадтском городском кладбище

Восстание началось преждевременно, после получения известий о начале Свеаборгского восстания. План восстания был принят в спешке 19 июля на совместном заседании военных комитетов большевиков и эсеров, но до многих частей его не успели довести. Около 23 часов 19 июля (1 августа) первыми восстали минная рота и сапёры. Они арестовали своих офицеров, обезоружили пехотный караул в минном городке, захватили батарею «Литке». При этом были застрелены полковник Н. А. Александров, капитан А. А. Врочинский, и ещё 2 офицера минной роты. Затем часть восставших на захваченном поезде отправились на форт «Великий Князь Константин», а остальные — в пехотный лагерь. Десант минёров без боя занял форт «Великий Князь Константин» и арестовал его офицеров, но овладеть артиллерией форта и помочь восставшим огнём минёрам не удалось (артиллеристы их не поддержали и сняли замки с орудий). В качестве сигнала к общему восстанию удалось сделать 1 выстрел с форта (по плану сигналом должны были стать 4 выстрела)
По сигналу к восстанию присоединись матросы 1-й и 2-й флотских дивизий (около 6000 человек), артиллеристы учебного отряда и около 400 бойцов рабочих дружин. Из них вооружены были менее половины. Они действовали разрозненно, без единого руководства, многие из присоединившихся к восстанию колебались. На всех кораблях связь команд с берегом была срочно прервана командованием, также были подняты по тревоге гарнизоны остальных фортов. Восставшие овладели арсеналом с небольшим количеством оружия (около 100 винтовок без боеприпасов), штабом 2-й минной дивизии (при захвате штаба убит дежурный офицер, а когда на выстрелы пришли и попытались вернуть моряков в казармы, то был тяжело ранен младший флагман 2-й флотской дивизии контр-адмирал Н. А. Беклемишев и убит командир 20-го экипажа капитан 1-го ранга А. А. Родионов), электростанцией, однако попытка захватить почту и телеграф закончилась неудачей. Один отряд восставших направился в расположение Енисейского полка для агитации солдат к переходу на сторону восстания, но был встречен огнём.
Поднятые по тревоге подразделения 94-го пехотного Енисейского и лейб-гвардейского Финляндского полков стали выдвигаться в город, ружейным и пулемётным огнём рассеивая встреченные ими по дороге отряды восставших. По местам расположения восставших был открыт огонь с крейсера «Громобой» (не доверяя команде, огонь вели офицеры и кондуктора), а экипаж броненосца «Император Александр II» отказался вести огонь по восставшим, из-за чего несколько матросов броненосца были арестованы. В 3 часа ночи в порту начали высадку присланные воинские части из Санкт-Петербурга, Ораниенбаума и Петергофа. К рассвету 20 июля (2 августа) они полностью установили контроль над городом. Был подавлен последний очаг сопротивления в казармах 2-й минной дивизии. Начались массовые аресты. Части большевиков из числа руководителей восстаний удалось скрыться в Санкт-Петербург (в том числе и Д. Мануильскому).
Занятый восставшими форт «Великий Князь Константин» к 3 часам утра 20 июля (2 августа) также был окружен пехотными частями. После часовой перестрелки часть восставших попыталась скрыться на захваченном пароходе «Минёр». В это время артиллеристы форта освободили своих офицеров, подняли белый флаг и захватили в плен часть восставших (142 человека). Форт перешёл под контроль правительственных сил.
В ходе восстания с обеих сторон убито 12 (по другим данным убито 9) и ранено 20 человек. Исследователь В. Краснояров приводит иные цифры: из числа восставших погибли 20 матросов, 48 матросов получили ранения; восставшими были убиты 7 офицеров и один кондуктор, ранены 5 офицеров и судовой священник. Арестованы свыше 3 000 матросов и около 300 солдат минной и сапёрной рот — участников восстания.

## Суды и казни
Сразу после захвата форта «Великий Князь Константин» 20 июля (2 августа) 1906 года непосредственно на форте состоялся военно-полевой суд над захваченными там минёрами. К смертной казни были приговорены 7 минёров, приговор приведён в исполнение немедленно и там же. По свидетельствам очевидцев, руководивший судом генерал-майор А. А. Адлерберг превратил суд и казнь в издевательство над осуждёнными: сначала заставил их самим рыть себе могилы (впоследствии утверждалось, что приказ он сопроводил словами «Копайте, ребята, копайте! Вы хотели земли, так вот вам земля, а волю найдёте на небесах»), после расстрела могилы сравняли с землёй, и по ним маршем прошли войска, а затем провели остальных арестованных.
3 августа 1906 года состоялся второй суд, приговором которого к смертной казни были осуждены 7 солдат и 3 гражданских лиц, к разным срокам тюрьмы и каторги — 137 человек. Приговорённых расстреляли 7 августа на батарее «Литке». 18 сентября состоялся третий суд, приговоривший 19 человек к расстрелу и 760 к тюрьме и к каторге. Всего было расстреляны 36 человек, 130 человек приговорены к каторжным работам, 316 — к различным срокам тюремного заключения, 935 — к отбыванию наказания в исправительно-арестантских отделениях, в дисциплинарный батальон направлено 97 человек.